# Cook’s Cottage

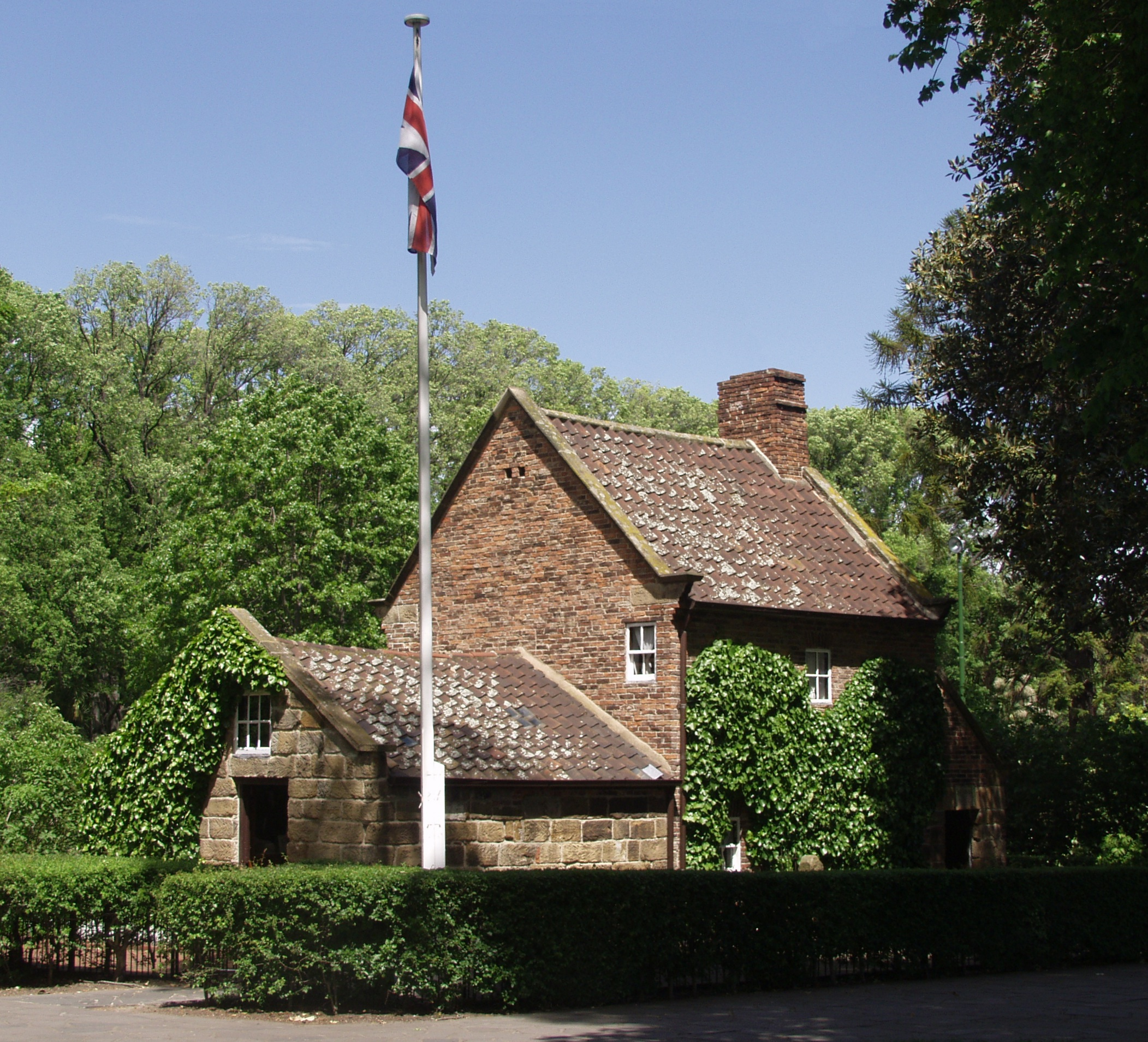
Cook’s Cottage in den Fitzroy Gardens in Melbourne

Cook’s Cottage ist das einzige im 18. Jahrhundert erbaute Gebäude in Melbourne. Ursprünglich wurde es 1755 in Yorkshire (England) erbaut. 1933 wurde es abgebaut und nach Australien transportiert. Viele Menschen erinnert es an den Entdecker der australischen Ostküste, James Cook, der Melbourne und Victoria allerdings nie betreten hat. Cook’s Cottage wurde von seinen Eltern gebaut und später auch besessen. Captain Cook selber hat das Haus wohl nie betreten. Rund um das Haus ist ein Bauerngarten im Stil der Zeit angelegt, am Flaggenmast weht der Union Jack, unter dem Cook segelte und Australiens Osten für Großbritannien in Besitz nahm. Das Cottage liegt in der romantischen Parkanlage Fitzroy Gardens, die bereits 1848 auf 26 Hektar angelegt wurde und regelmäßig und zahlreich samstags von Hochzeitsgesellschaften für Fotoshootings aufgesucht wird.
Koordinaten: 37° 48′ 52,2″ S, 144° 58′ 49,7″ O